# Колине Металифере
Колине Металифере (на италиански: Colline Metallifere) е хълмова верига, съдържаща метали, в Южна Тоскана в Италия. Там се намита селището Болгери.
Според римски източници още етруските вземат от хълмовете желязо, мед и сребро.